# 羅茲索希 (佩列梅什利亞內區)
49°35′20″N 24°30′57″E / 49.58889°N 24.51583°E

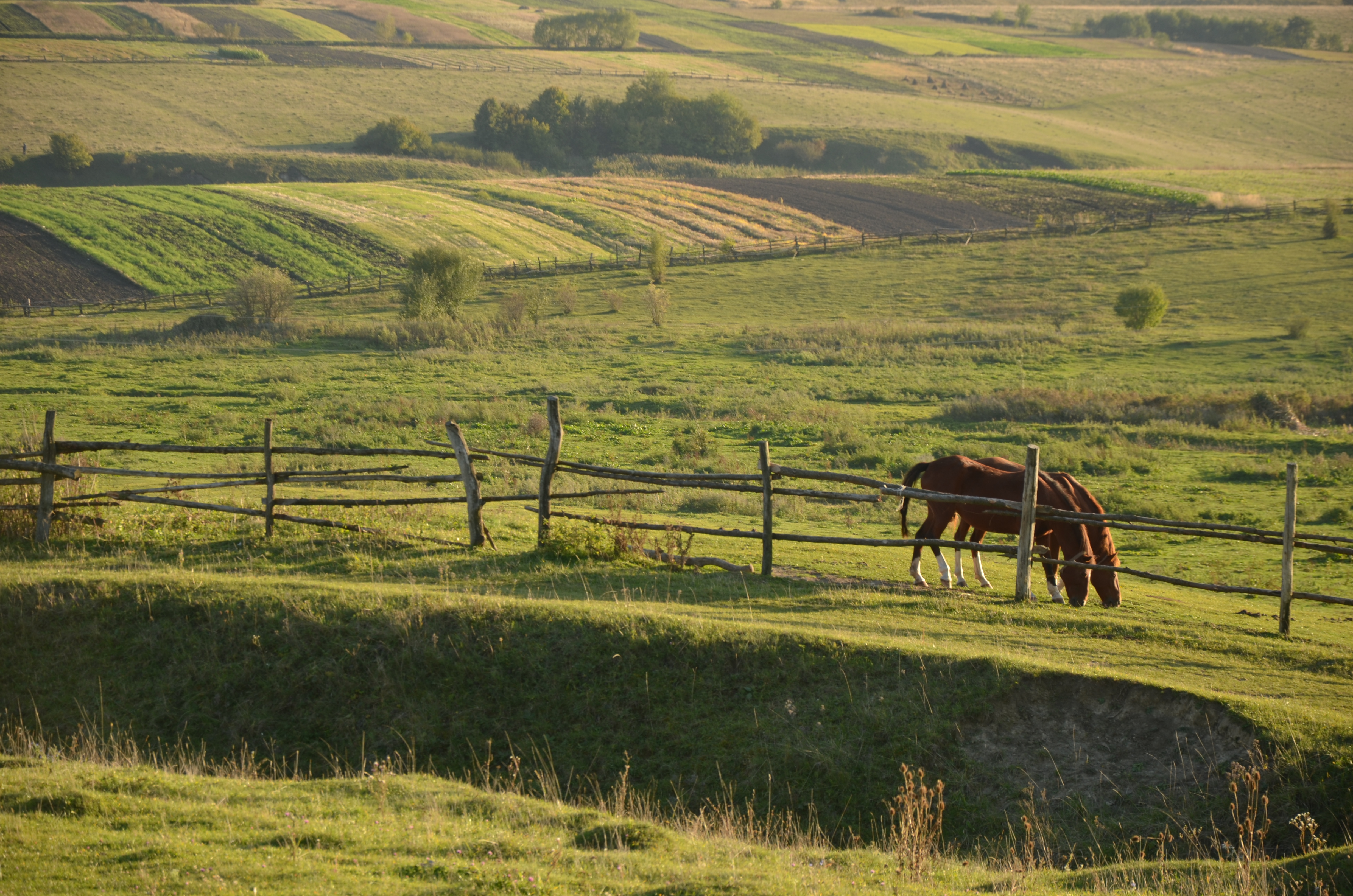

羅茲索希（烏克蘭語：Розсохи），是烏克蘭西部的村莊，隸屬利維夫州的利維夫區。該村面積1.68平方公里，海拔高度331米，2001年人口349，人口密度每平方公里207.74人。